# Castello di Castelfondo
Il castello di Castelfondo sorge su una collina boscosa che sovrasta la confluenza tra il rio Robiola e il torrente Novella all'ingresso del paese omonimo.

## Storia
Il maniero un tempo era molto importante in quanto sede di una circoscrizione giudiziaria che comprendeva parte dell'alta Val di Non e in particolare Melango (oggi Castelfondo), Raìna, Dovéna, Brez, Arsio, Traversara, la valle di Senale, Ruffré, Dos, Amblàr, la valle di san Romedio e Tavón.
Divenuto di proprietà di Godescalco di Cagnò, nella seconda metà del XIII secolo il castello fu venduto a Mainardo II di Tirolo-Gorizia, che lo usò come testa di ponte per acquisire il controllo la Valle di Non.
All'inizio del Trecento passò a Enrico III di Rottemburg e in seguito nel 1412 tornò ai conti di Tirolo che vi insediarono vari capitani. Passò quindi a Bernardo Fuchs von Fuchsberg verso la metà del Quattrocento. Nel 1471 il maniero passo definitivamente ai Thun.
Nel 1525 fu assediato dai contadini nell'ambito della guerra rustica. Nel 1670 e nel 1738 subì gravi danni a causa di incedi che distrussero anche parte dell'archivio di famiglia che vi era conservato.
In seguito il ramo dei Thun che vi risiedeva si trasferì in Boemia e il castello fu ben presto abbandonato e andò in rovina. Nell'Ottocento passò a un altro ramo della famiglia dei Thun (quello di Castel Baghér) che, nelle persone di Guidobaldo (1808-1865) e del figlio Galeazzo (1850-1931), lo restaurarono riportandolo all'antico splendore.
Il castello rimane di proprietà privata e non è visitabile

## Descrizione
La parte più antica del castello è il mastio, intorno al quale si sono sviluppati nel corso dei secoli altri edifici. Nel 1492 fu realizzato l'elegante porticato a quattro archi a tutto sesto che adorna il cortile interno. Fu commissionato da Simone Thun e realizzato dal maestro muratore Lorenzo di Val d'Intelvi.
All'interno il maniero conserva tra l'altro una collezione di armi, una biblioteca, un archivio e varie stanze decorate come la Camera del foro, la Stanza del camino, la Camera longa, la Camera di don Chisciotte, la Camera dei vescovi con ritratti dei presuli Thun e il Salone degli antenati.

## Chiesa della Natività della Beata Vergine Maria
Nelle vicinanze del castello sorge anche la chiesa della Natività della Beata Vergine Maria, citata già nel 1282 e restaurata nel 1528. Nel 1945 nell'abside sono venuti alla luce affreschi di varie epoche, alcuni recanti la firma di Kaspar Blabmirer, attivo nel 1433.
Accanto alla chiesetta si innalza una torre circolare, alta circa 25 metri, merlata e coperta con tetto conico, costruita tra il 1468 e il 1470. È chiamata Torre di santa Maria sul dosso di Castelfondo. Fu costruita per ordine di Sigismondo d'Asburgo, arciduca d'Austria e conte del Tirolo, dalla popolazione locale, che con questo lavoro forzato veniva punita per un tentativo di sommossa.